# Noel Road

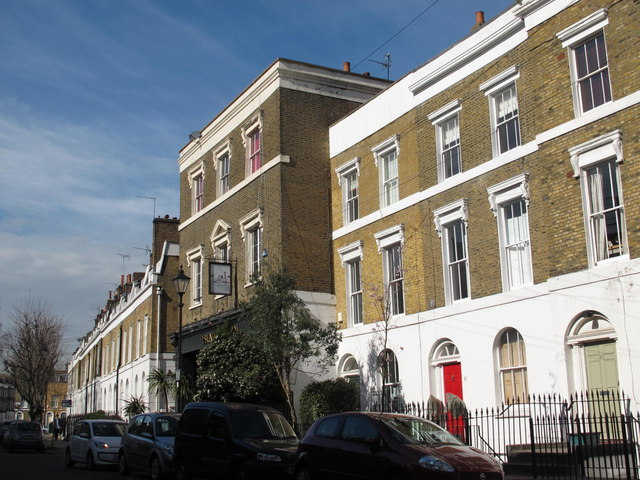
Noel Road, mostrando The Island Queen, en 2014.

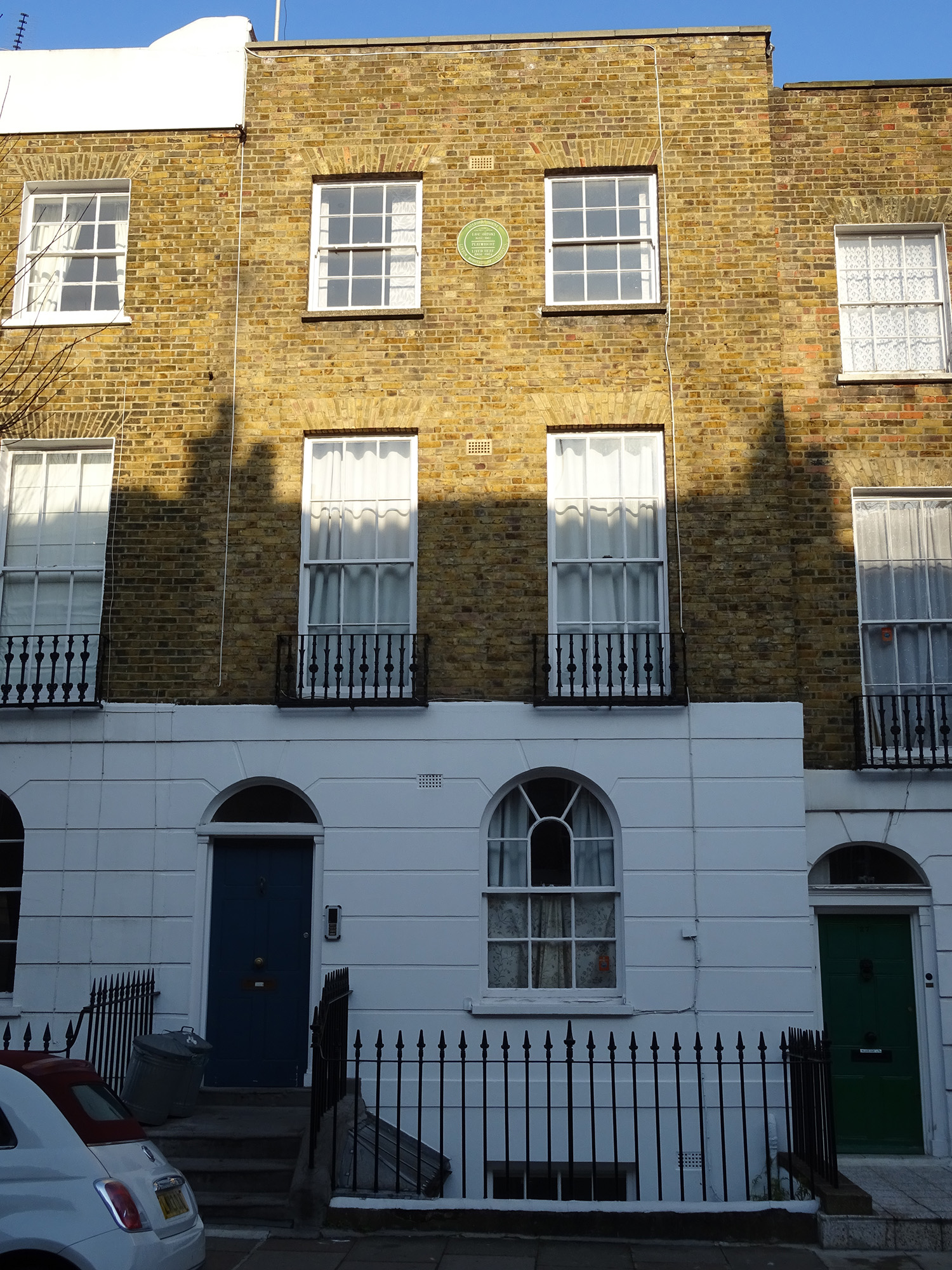
25 Noel Road, hogar de Joe Orton, en 2017.

Noel Road es una calle de Islington, Londres. Corre aproximadamente de oeste a este desde Colebrooke Row hasta St Peter's Street (y cruza Danbury Street), y las casas en el lado sur regresan al Regent's Canal. Fue desarrollado en 1841; y hasta 1938 eran dos calles, Noel Street y Hanover Street. Muchos de sus edificios se enumeran bajo Historic England. Entre los antiguos residentes se encuentran el novelista George Gissing, el artista Walter Sickert, el dramaturgo Joe Orton y la autora Nina Bawden. Orton fue asesinado allí en un ataque con martillo por su compañero de mucho tiempo Kenneth Halliwell, quien luego se suicidó.

## Historia
La calle se desarrolló en 1841; y hasta 1938 eran dos calles, Noel Street y Hanover Street, a cada lado del cruce actual con Danbury Street. Fue nombrada en honor a Noel Thornhill; y un capitán Noel Thornhill, sobrino de Arthur John Thornhill, quien murió en 1955, a los 73 años.

## Edificios
13–53, 4–6, 12–54, 55–85, Hanover Primary School y el pub The Island Queen son todos edificios catalogados de grado II en la Lista del Patrimonio Nacional de la National Heritage List for England de Historic England. Hanover Street School fue diseñada por E. R. Robson e inaugurada en 1877. Fue reconstruida en 1931, y el arquitecto era entonces Edwin Paul Wheeler.

## Antiguos residentes
El novelista George Gissing (1875–1903) vivió en 5 Hanover Street (ahora 60 Noel Road) desde 1879 hasta 1880.
El dramaturgo Joe Orton y su compañero sentimental de mucho tiempo Kenneth Halliwell vivieron en el último piso en el número 25 desde 1959 hasta el 9 de agosto de 1967, cuando Halliwell mató allí a Orton, de 34 años, con nueve golpes de martillo en la cabeza y luego se suicidó con una sobredosis de Nembutal.
El escritor Lionel Hale (1909–1977) pasó sus últimos años en 76 Noel Road. La autora Nina Bawden vivió en 22 Noel Road durante 36 años, desde 1976 hasta su muerte en 2012.
Walter Sickert residió en el número 56 de Noel Road (ahora 54 Noel Road, pero luego 26 Noel Street) desde 1925 hasta 1926. Su pintura The Hanging Gardens of Islington, es cómo vio su jardín trasero desde Vincent Terrace al otro lado de Regent's Canal, y Fading Memories of Walter Scott representa escenas locales.